# Salva la tua vita!
Salva la tua vita! (Julie) è un film del 1956 diretto da Andrew L. Stone.

## Trama
Julie è sposata con  Lyle Benton, un pianista che la ama follemente e che manifesta una forte gelosia nei suoi confronti. Julie si è sposata con Lyle dopo la morte del primo marito , Bob, suicidatosi.  La comparsa di Cliff Henderson, cugino ed amico di Bob, turba  l'armonia coniugale dei Benton . Cliff infatti insinua in Julie il dubbio che sia stato Lyle ad uccidere Bob. Pervasa dal sospetto, Julie interroga ripetutamente suo marito che, alla fine,  ammette di aver ucciso Bob per poterla sposare. Julie, terrorizzata , si rifugia da Cliff che la accompagna alla polizia ma, non essendoci prove, non può essere preso nessun provvedimento nei confronti del marito. Interrogato, Lyle afferma che si tratta solo di immaginazioni di sua moglie ma, subito dopo, raggiunge Julie  minacciandola di morte. Il detective Pringle consiglia Julie di far perdere le sue tracce:  Cliff la aiuta e Julie riprende il suo lavoro di hostess. Ma il marito non demorde e cerca di individuare il suo nuovo domicilio per porre in essere la sua minaccia. Per raggiungere lo scopo rintraccia Cliff, lo insegue in auto e, minacciandolo, cerca di costringerlo a portarlo da Julie. Cliff, obbligato a guidare l'auto sotto la minaccia di un'arma, si getta all'improvviso dall'abitacolo ma Lyle riesce a sparare, colpendolo e credendolo morto: frugandogli nell'abito trova anche l'indirizzo presso cui si trova Julie.  In realtà l'uomo è solo ferito e, allontanatosi Lyle, cerca di trovare aiuto presso una vicina abitazione. Nel frattempo Lyle, che si era già allontanato in auto, ci ripensa e torna indietro , volendo verificare l'effettiva morte di Cliff. Ma questi si è spostato e , dopo un breve inseguimento, riesce a trovare soccorso nella vicina abitazione. Da qui, con l'aiuto dell'anziano abitante, tramite telefono avvisa la polizia che si reca presso lo stabile dove si trova Julie, ospite di una collega hostess. Ma, nel frattempo, Julie, contattata dalla sua compagnia aerea, è costretta ad uscire per recarsi in aeroporto: il marito, giunto in prossimità della casa, la vede uscire e la insegue, prima a piedi, poi in auto fino all'aeroporto dove riesce ad imbarcarsi sul volo  dove Julie presta servizio. La polizia, intanto, ha scoperto la minaccia ed avvisa i piloti; Julie si accorge della presenza del marito e questi la insegue fino alla cabina dei piloti, dove spara ad entrambi, uccidendone uno e ferendo il secondo, ma essendo a sua volta ucciso. Così Julie rimane la sola che possa portare a terra il velivolo, con l'aiuto della torre di controllo e grazie ai consigli del secondo pilota che però, proprio in fase di atterraggio, sviene a causa della ferita. Ma tutto finisce bene grazie alla freddezza e alla capacità di Julie che salva con la sua azione tutti i passeggeri a bordo.